# 内禁衛
内禁衛（ないきんえい、ネグムィ）は、李氏朝鮮における、王室を護衛する軍営。1407年（太宗7年) 10月に設立された。
前身は三軍府の中軍にあった。1407年10月に内禁衛として設立された。初期は王の信任による構成であったが、世宗の代から武術と知略がすぐれて、端麗な容貌の者を選んだ。王の親衛隊であるため李氏朝鮮の軍営の中で一番、厚遇を受けた。
1652年（孝宗3年）に内禁衛は兼司僕、羽林衛と共に統合し内三庁の付属となった。1682年（粛宗8年）禁衛営創設に伴い次第に権限を弱体化させられていった。

## 構成
| 官位       | 官職     | 定員 | 備考                      |
| ---------- | -------- | ---- | ------------------------- |
| 従ニ品     | 内禁衛将 | 3名  | 365日24時間のため、交代制 |
| 正三品堂上 | 内禁衛将 | 3名  | 365日24時間のため、交代制 |